# Ian Hutchinson (motociclista)
Ian Hutchinson (Bingley, 12 agosto 1979) è un pilota motociclistico britannico che gareggia nelle gare su strada.
Hutchinson è un pilota ufficiale Yamaha, lo è stato per la Honda e prende parte a gare come il Tourist Trophy e la North West 200.
Hutchinson è il detentore dal primato del maggior numero di vittorie conseguite in una singola edizione del Tourist Trophy da quando ha fatto sue tutte e cinque le gare in singolo (vale a dire ad esclusione dei sidecar) del Tourist Trophy 2010.

## Carriera

### Esordi
La prima prova di Hutchinson come pilota risale al 2001, quando cominciò a prender parte alle gare New Era Meeting (sanzionate dall'"Auto-Cycle Union" - l'ente che governa lo sport motociclistico in Gran Bretagna, Isola di Man e Isole del Canale), per poi disputare sporadicamente alcune gare nazionali delle Superstock, eventi di supporto al British Superbike Championship.

### 2003–05
Hutchinson debuttò sull'Isola di Man disputando il Manx Grand Prix del 2003 e vincendo la gara dei Newcomers su una Honda 600cc, battendo le Suzuki 750cc di Jonathan Ralph e Alex Donaldson, mentre la North West 200 del 2004 gli procurò un incidente con ferite a una gamba a pochi metri dall'inizio delle prove libere, imponendogli il ritiro.
Sempre nel 2004 Hutchinson debuttò al Tourist Trophy, dove prese parte a quattro gare su moto Suzuki. Sebbene avesse fatto registrare l'ottavo tempo nelle ultime prove libere dello Junior TT, Ian ottenne un solo piazzamento nella top ten, superando Gary Carswell di soli 2,3 secondi nella Formula One TT dopo una gara di 150 miglia. Lo stesso anno partecipò ad alcune gare del British Superstock Championship.
Nel 2005 ritornò al Tourist Trophy sotto le insegne della Honda e, dopo essere stato tra i migliori 5 delle prove libere della Superstock, a fine settimana Hutchinson portò a casa tre piazzamenti tra i primi dieci e un undicesimo posto. Questa stagione segna anche il suo debutto all'Ulster Grand Prix e la sua incostante presenza alle gare nazionali delle Superstock.

### 2006
Dopo che Ryan Farquhar lasciò la Kawasaki del McAdoo Racing per passare al team TAS Suzuki, Hutchinson lo sostituì in squadra per la stagione 2006. Il cambio di team e moto portò a successi immediati, con la vittoria della gara delle Supersport 600cc alla North West 200 di quell'anno in un arrivo che vide i primi tre in meno di due secondi di distacco, con Ian che ebbe la meglio su Rob Frost e Bruce Anstey e segnò il primato della pista per la categoria Supersport ad una media di 116.881 mph.
Dopo la gara nordirlandese partecipò al TT ottenendo i migliori risultati fino ad allora: due secondi e un terzo posto, sebbene in seguito fu privato di uno dei podi per le dimensioni irregolari (di soli 0.2 mm) dell'albero a camme della sua Kawasaki ZX-6. Ripeté i risultati all'Ulster Grand Prix, dove fu battuto da Guy Martin in entrambe le gare della Supersport.
Continuò inoltre a correre in pista nelle Superstock, con un doppio secondo posto al circuito di Oulton Park come miglior risultato. Lasciò il campionato dopo quella gara quando era in seconda posizione in campionato con 100 punti (e finendo sesto nella classifica finale) per passare al British Supersport Championship, dove andò a sostituire l'infortunato Pere Riba sulla Kawasaki del team MSS Discovery per le ultime quattro gare della stagione, finendo quindicesimo con 42 punti.

### 2007
Nuovo cambio di moto per la stagione 2007, quando Hutchinson si trasferì al team HM Plant Honda, ottenendo quattro podi al Tourist Trophy di quell'anno, tra cui la sua prima vittoria (nello Junior TT, che si disputa con le Supersport) a danni dell'esperto e plurivittorioso John McGuinness per soli 2,84 secondi. Ottenne anche la prima affermazione all'Ulster Grand Prix, vincendo la gara delle Superbike e gareggiò ancora nel British Supersport Championship, dove finì ottavo con una vittoria a Oulton Park per il team Bike Animal Honda.

### 2008
L'anno seguente Hutchinson cambiò squadra per la terza volta in tre anni, firmando un accordo con il team AIM Racing di Alastair Flanagan, che potava in pista le Yamaha, ma i risultati non arrivarono e l'inglese si classificò solo decimo nel British Supersport Championship e ottenne due posi al TT, portando il pilota e il team alla separazione.

### 2009
Dopo una lunga attesa, Hutchinson si accordò infine col team Padgett's Honda per il 2009 e nonostante avesse ottenuto solo due sesti posti alla North West 200, la stagione prese un'altra piega regalandogli due vittorie sulle tre gare a cui partecipò al TT: il Supersport Junior TT e la TT Superstock, dove registrò il giro più veloce. Il Senior TT avrebbe potuto dargli il podio, sennonché Hutchinson scivolò su una chiazza di olio a Quarterbridge, regalando così a Steve Plater il premio di £10,000 per il pilota con più punti ottenuti nella settimana di gare, classifica in cui si classificò secondo con 74 punti (10 meno di Plater) e che avrebbe fatto sua se non si fosse ritirato.
La prestazione all'Isola di Man gli valse l'ampliamento del programma stagionale da parte del team Padgetts, che lo iscrisse al British Supersport Championship a partire dalla quinta gara del campionato e Hutchinson ricambiò la fiducia ottenendo un terzo posto a Mallory Park e altri piazzamenti, che lo portarono all'ottavo posto in classifica generale dopo l'ottava gara.

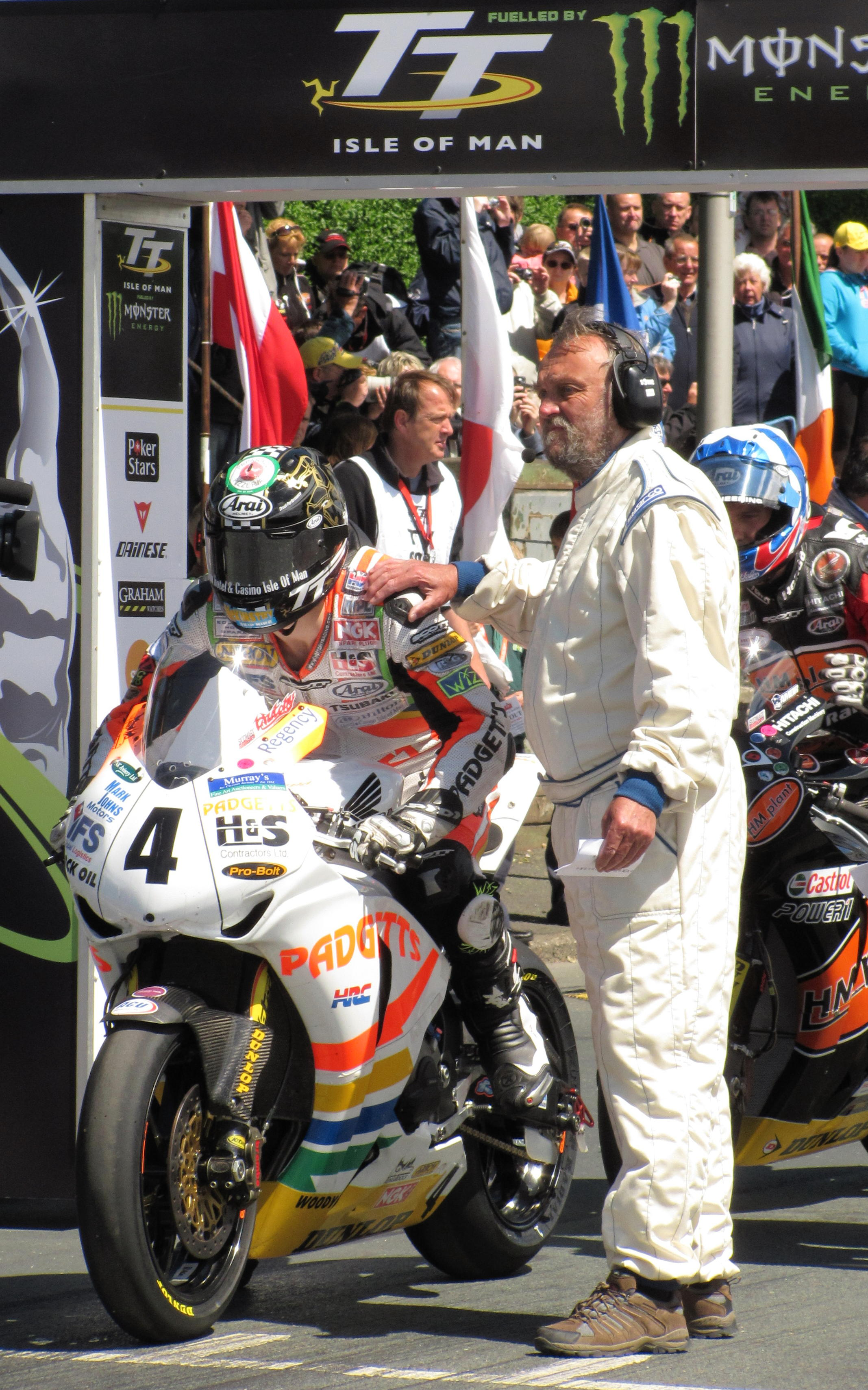
Hutchinson al Senior TT 2010, poco prima della sua quinta vittoria su cinque gare nel Tourist Trophy 2010.

I suoi successi prosseguirono all'Ulster Grand Prix (che si tiene in agosto), dove vinse la gara delle Superstock facendo suo il record sul giro e arrivò secondo alla prima gara delle Supersport, battuto in volata da Ryan Farquhar per un solo millisecondo. Arrivò poi secondo e terzo nelle due gare delle Superbike e sesto nella seconda gara delle Supersport, facendo segnare il suo miglior giro del circuito di Dundrod nella storia dell'Ulster Grand Prix a una media superiore alle 133 mph durante la prima delle corse della Superbike, con il solo Conor Cummins a batterlo con un giro più veloce, realizzato però durante la Dundrod 150.

### 2010

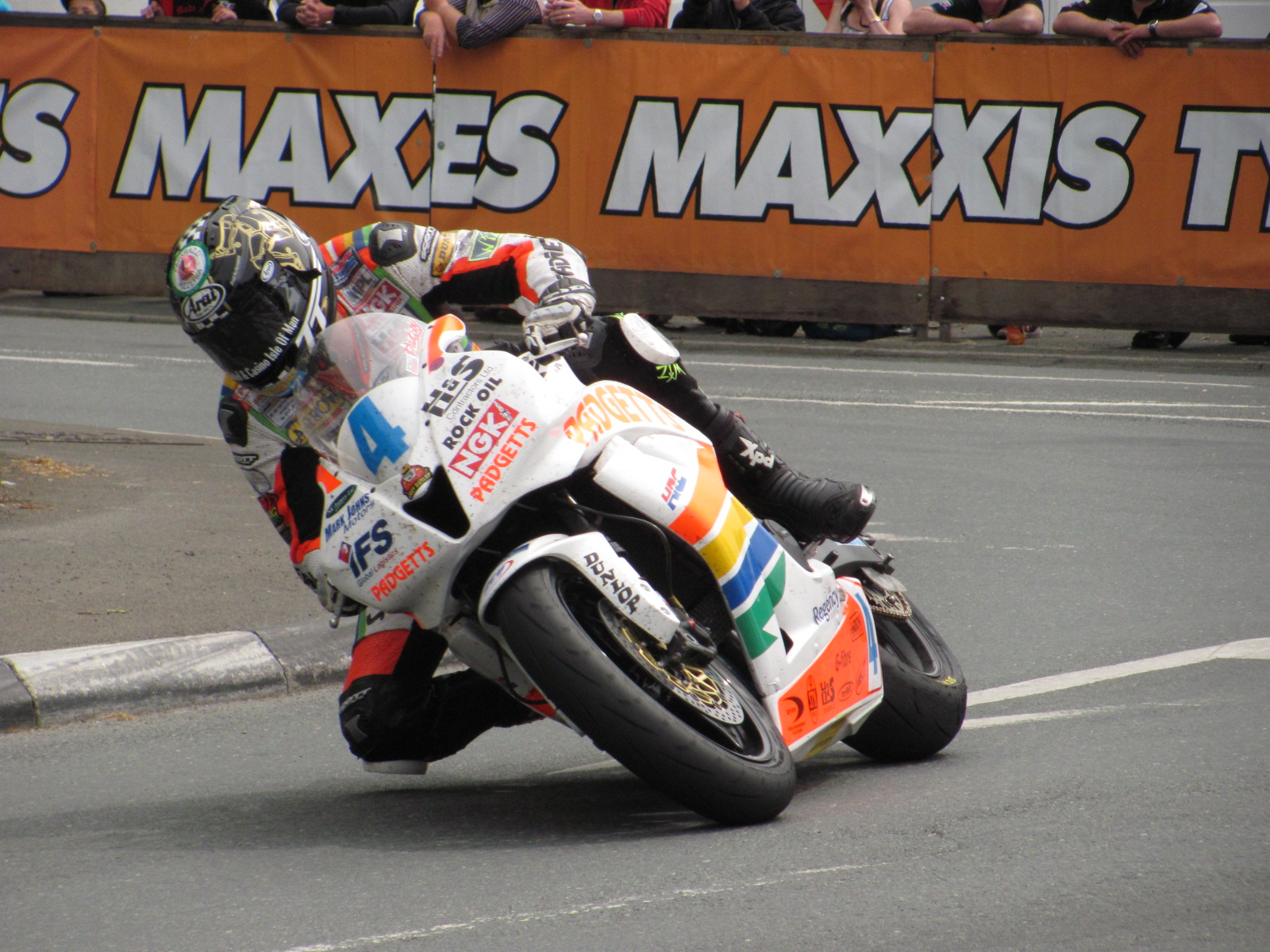
Hutchinson ottiene la seconda affermazione al TT 2010, vincendo lo Junior TT.

Riconfermato al team Padgett's HRC Honda, nella stagione 2010 Hutchinson prese parte al British Supersport Championship con una Honda CBR600RR insieme al compagno di squadra Glen Richards. Alla North West 200 Hutchinson ottenne la vittoria nella seconda gara Supersport e due secondi posti nella prima gara Supersport e nella Superstock, battuto rispettivamente da Alastair Seeley and Keith Amor, presentandosi così come uno dei favoriti al TT.
L'inglese portò a sei il suo bottino di vittorie vincendo nel 2010 altre tre gare: Superbike, Supersport e Superstock, diventando così uno dei pochi piloti a vincere tre gare nella stessa edizione. Con la sua quarta vittoria, ottenuta nella seconda gara delle Supersport battendo Michael Dunlop di soli 1,5 secondi, Hutchinson eguagliò il record di Phillip McCallen stabilito nel 1996. Infranse il suddetto primato facendo sua la quinta gara su cinque nel Senior TT, accorciato da sei a quattro giri a causa di un incidente che aveva coinvolto Guy Martin e che aveva portato all'interruzione della corsa mentre Hutchinson era quarto. Coi ritiri prematuri dei maggiori avversari, l'inglese vinse con un margine di 37 secondi su Ryan Farquhar.
La successiva gara importante fu l'Ulster Grand Prix sul circuito di Dundrod. Dopo il ritiro nella classe superbike della Dundrod 150 tenutasi a pochi giorni dalla gara principale, Hutchinson era a corto di prove con la sua Superbike, ma questo non lo ostacolò, in quanto fece sue la prima gara Superbike, la prima Supersport e la Superstock. L'ultima gara su strada della stagione per Hutchinson fu la Scarborough Gold Cup a Oliver's Mount, dove vinse la prestigiosa Gold Cup, interrompendo la serie di successi di Guy Martin, vincitore ogni anno dal 2003. Vinse anche la Coppa David Jefferies riservata alle moto da 600cc, conquistando ogni tappa della gara.
La settimana successiva la stagione del pilota fu bruscamente interrotta durante una gara del
British Supersport Championship a Silverstone. Durante il primo giro di una gara corsa sotto la pioggia, Hutchinson e molti altri piloti caddero a causa delle condizioni della pista e l'inglese fu investito da un altro pilota mentre giaceva ancora a terra, rimediando fratture composte alla tibia e al perone della gamba sinistra. Nonostante l'infortunio lo avesse tenuto a casa, finì decimo nella classifica finale e dovette rinunciare al Gran Premio di Macao a novembre. Il pilota dichiarò di voler tornare in pista all'inizio della stagione successiva, ma dopo aver subito 16 operazioni e innesti di pelle non riuscì ad essere pronto in tempo e saltò anche la North West 200 e il Tourist Trophy.

### 2011
Dal 2011 il pilota è passato al team Swan Yamaha con un contratto biennale. Ritenuto la punta di diamante dell'impegno della Yamaha nelle corse su strada nell'ambito del cinquantesimo anniversario della casa giapponese, Hutchinson ha sofferto continuamente i postumi del suo recente incidente e ha partecipato ad eventi collaterali alle gare del TT, ricevendo dal pubblico molti apprezzamenti nei suoi passaggi lungo il tracciato di gara. Il suo ritorno alle competizioni si è avuto al Gran Premio di Macao a novembre, dove è stato al passo con i concorrenti, ha condotto l'avvio di gara e ha portato a casa il terzo posto su uno dei più impegnativi circuiti del mondo.

### 2012
Dopo essersi sottoposto ad ulteriori interventi chirurgici nel periodo invernale per potersi riprendere dall'infortunio del 2010, Hutchinson ha subito un altro infortunio alla gamba pilotando una moto da cross durante le prove dello spettacolo televisivo Carole Nash MCN Motorcycle che si teneva a Londra, facendo temere per la sua partecipazione alla North West 200 e al Tourist Trophy che si sarebbero tenuti dopo pochi mesi. L'uso di un tutore esterno fu deciso per accelerare i tempi di recupero.
Dopo aver avuto il permesso dei medici per competere nella gara nordirlandese, ottenne il decimo posto nella prima gara delle Supersport, seguito dal tredicesimo posto nella prima gara delle Superbike e piazzandosi settimo nella North West 200, riservata anch'essa alle Superbike. Incoraggiato da questi risultati, l'inglese si è presentato al TT con buone aspettative.
Il suo capo squadra Shaun Miur ha dichiarato che sia il pilota che la squadra erano consci di non poter esprimere prestazioni elevate, ma, nonostante ciò, Hutchinson ha fatto registrare tempi interessanti durante le prove libere e ottenendo l'ottavo posto nella gara d'apertura, riservata alle Superbike, con una media di 123.827 mph. Ha ottenuto poi il nono posto nella prima gara delle Supersport cavalcando la sua Yamaha R6 a una media di 119.283., per poi arrivare all'undicesimo posto nella Superstock e al sesto posto nella seconda gara delle Supersport, incrementando la sua media a 120.549 mph.
Già molto popolare tra gli appassionati di corse, la partecipazione di Ian Hutchinson al TT 2012, è stata ampiamente considerata come una delle prestazioni più grintose e determinate nella storia della manifestazione.
Sfortunatamente, il Senior TT è stato dapprima rinviato dal venerdì al sabato a causa delle avverse condizioni meteo e, in seguito a un peggioramento delle stesse, è stato cancellato: è stata la prima volta in 105 anni di storia della corsa che la gara più importante venisse annullata per colpa del maltempo.
Nonostante questi segnali positivi, successivi esami medici hanno consigliato al pilota di sospendere l'attività agonistica per il resto della stagione, rinunciando a partecipare all'Ulster Grand Prix 2012.